# أوسكار فاليرو
أوسكار فاليرو (بالإسبانية: Óscar Valero)‏ هو لاعب كرة قدم إسباني في مركز الدفاع، ولد في 28 أغسطس 1985 في سرقسطة في إسبانيا. لعب مع ريال سرقسطة ونادي غيخيليو ونادي ميرانديس.

## وصلات خارجية
- أوسكار فاليرو على موقع قاعدة بيانات كرة القدم.إي يو (الإنجليزية)
- أوسكار فاليرو على موقع Soccerway.com (الإنجليزية)